# Leia fontana
Leia fontana är en tvåvingeart som beskrevs av Chandler 2004. Leia fontana ingår i släktet Leia och familjen svampmyggor.
Artens utbredningsområde är Italien. Inga underarter finns listade i Catalogue of Life.